# يونس حمال
يونس حمل  (1982 المغرب) هو لاعب كرة قدم مغربي.

## روابط خارجية
- يونس حمال على موقع قاعدة بيانات كرة القدم.إي يو (الإنجليزية)